# Johannes Gabl
Johannes Gabl (* 1973 in Innsbruck, Tirol) ist ein österreichischer Schauspieler und Theaterregisseur.

## Leben
Johannes Gabl, aufgewachsen in Kematen, machte zunächst eine Lehre als Kfz-Lackierer und Spengler. Von 1995 bis 1998 absolvierte er sein Schauspielstudium an der Schauspielschule Cingl & Fröhlich am Tiroler Landestheater in Innsbruck.
Ab der Spielzeit 1997/98 war er bis 2006 in einem achtjährigen Engagement festes Ensemblemitglied am Vorarlberger Landestheater Bregenz. In den Jahren 1999 und 2000 trat er bei den Bregenzer Festspielen auf. Seit 2006 arbeitet Gabl als freier Schauspieler und Regisseur.
Zu seinen Bühnenrollen gehörten u. a. Karl in Maria Magdalena (2000), Erich in Katzelmacher (2004), Mortimer in Arsen und Spitzenhäubchen (2004), Puck in Ein Sommernachtstraum (2006) und Jack Worthing in Bunbury (Tiroler Landestheater, Spielzeit 2009/10).
2006 war er der Romeo am Theater im Hof in Enns, mit Pippa Galli als Partnerin. 2007 gastierte er bei den Tiroler Volksschauspielen in Telfs als Celia in Wie es euch gefällt. In der Spielzeit 2009/10 trat er am Stadttheater Bruneck in der Titelrolle der Sophokles-Tragödie König Ödipus (Regie: Oliver Karbus) auf. 2011 gastierte er erneut bei den Tiroler Volksschauspielen in Telfs, diesmal als Franz Moor in Schillers Frühwerk Die Räuber. In der Spielzeit 2011/12 übernahm er am Tiroler Landestheater die Rolle des Mercutio in Romeo und Julia in einer Inszenierung von Oliver Karbus. Beim Theatersommer Haag trat er im Juni/Juli 2012 als Gerichtsrat Walter in Der zerbrochne Krug auf. 2015 übernahm er am Innsbrucker Kellertheater den Antonius in der Shakespeare-Tragödie Antonius und Cleopatra. In der Spielzeit 2016/17 war er am Tiroler Landestheater der Trinculo in einer Neuinszenierung von Shakespeares Spätwerk Der Sturm.
Stückverträge hatte er außerdem am Theater Kosmos in Bregenz, beim Theater Tour, beim Theater k.l.a.s. und am Theater in der Altstadt in Meran. Als Theaterregisseur arbeitete er u. a. am Landestheater Bregenz (2006, 2008), am Theater praesent in Innsbruck (2014, Hedda Gabler), im Zeughaus Innsbruck (2015) und am Kellertheater Innsbruck (2016).
Neben seiner Theaterarbeit stand Gabl gelegentlich auch für Film und Fernsehen vor der Kamera. Im November 2015 war er in der österreichischen Krimiserie SOKO Donau in einer Episodenhauptrolle zu sehen. Er spielte den Kommunalpolitiker Florian Sander, den vermeintlichen Freund eines Ehepaars, das sich für den Umweltschutz einsetzte; die Erstausstrahlung in Deutschland erfolgte im Oktober 2016.
Gabl ist zweifacher Vater und lebt mit seiner Familie in Völs und Innsbruck.

## Filmografie (Auswahl)
- 2002: SOKO Kitzbühel – Wilderer (Fernsehserie, Episodenrolle)
- 2010: Die Hüttenwirtin (Fernsehfilm)
- 2013: Janus (Fernsehserie, Episodenrolle)
- 2015: SOKO Donau – Heldentod (Fernsehserie, Episodenrolle)
- 2016: Home Is Here (Kinofilm)
- 2017: Krieg